# Maurice de Battenberg
Le prince Maurice Victor Donald de Battenberg (né le 3 octobre 1891 et décédé le 27 octobre 1914) est un lieutenant de l'armée britannique et un descendant de la famille princière Battenberg de Hesse et de la famille royale britannique. Il est un des petits-fils de la reine Victoria.

## Jeunesse
Le prince Maurice est né le 3 octobre 1891. On lui donne le nom de Maurice en l'honneur de son père, le prince Henri de Battenberg et de son arrière-grand-père, le comte Maurice von Hauke, de Victor après sa grand-mère la reine et de Donald en l'honneur de l'Écosse, comme il est né au château de Balmoral. Son père est le prince Henri de Battenberg, le fils du prince Alexandre de Hesse et de Julia Hauke. Sa mère est la princesse Béatrice du Royaume-Uni, cinquième fille et plus jeune enfant de la reine Victoria et du prince Albert.
Comme il est issu d’un mariage morganatique, le prince Henri de Battenberg emprunte son titre de prince de Battenberg à sa mère, Julia Hauke, qui est créée princesse de Battenberg.
Maurice est titré Son Altesse Sérénissime le Prince Maurice de Battenberg dès sa naissance. Au Royaume-Uni, il est appelé Son Altesse le Prince Maurice de Battenberg en vertu d'un mandat royal décerné par la reine Victoria en 1886. Il est baptisé dans la Drawing Room de Balmoral le 31 octobre 1891. Ses parrains sont la duchesse de Connaught et Strathearn (représentée par la reine Victoria), la princesse de Leiningen (représentée par la princesse Christian de Schleswig-Holstein), le duc de Clarence et Avondale (représenté par sir Henry Ponsonby), le prince Francis Joseph de Battenberg (représenté par sir Fleetwood Edwards) et le grand-duc héréditaire de Hesse.
Le plus jeune de ses quatre frères et sœurs, Maurice ressemble le plus à son père, décédé alors que le prince n'a que quatre ans, de même âge que sa mère à la mort de son propre père. Il est le favori de sa mère parmi ses frères. Il fait ses études à la Lockers Park Prep School à Hertfordshire.
Sa sœur aînée, Victoria Eugénie de Battenberg, épouse Alphonse XIII d’Espagne et est reine consort d’Espagne de 1906 à 1931.

## Carrière militaire
Le prince Maurice devient franc-maçon dans la vieille loge Wellingtonian no 3404 (la loge des vieux Wellingtoniens) le 21 juin 1912 et est installé capitaine de la loge des Douze Frères, no 785 à Southampton le 22 avril 1914.

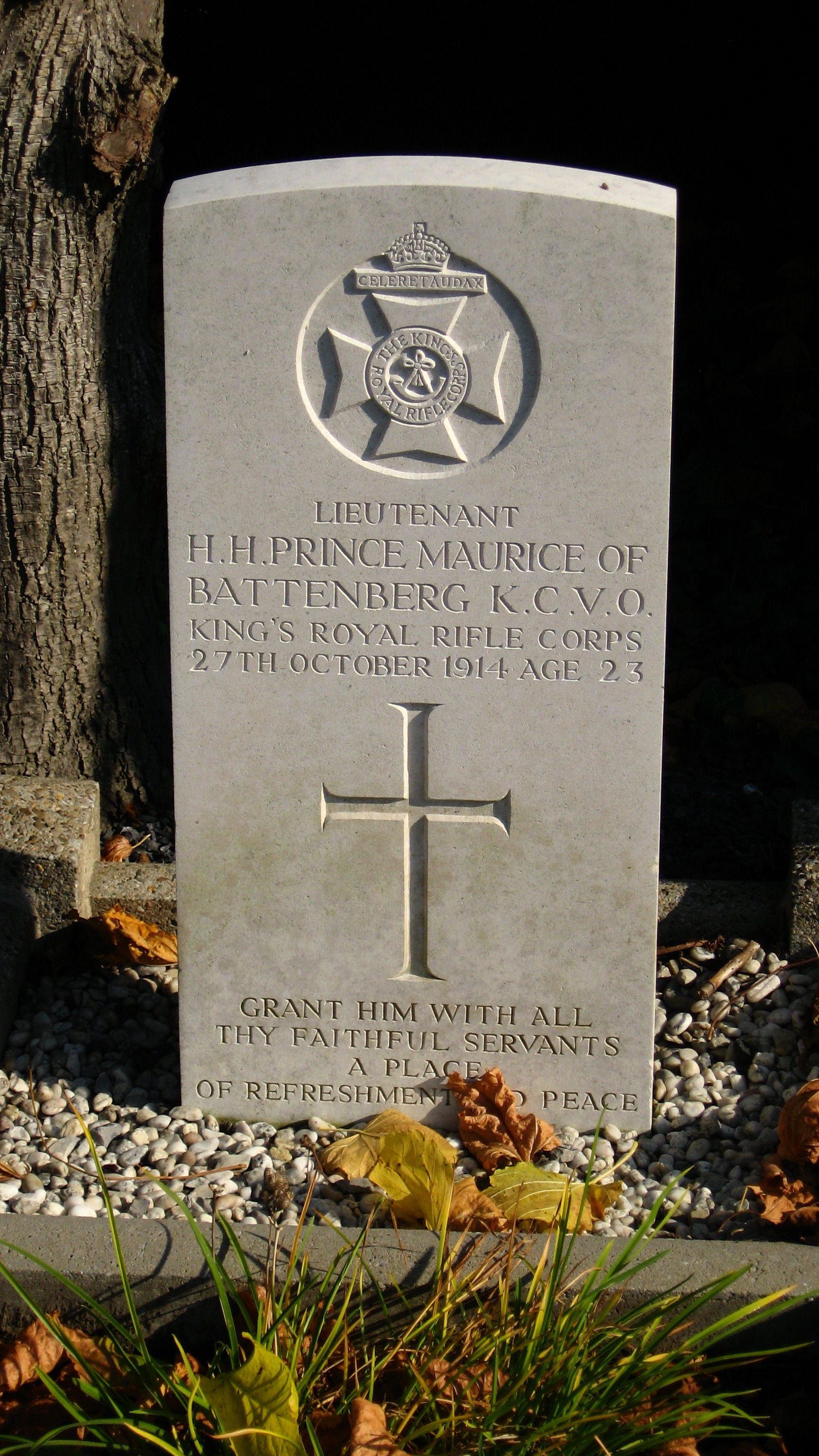
Tombe du prince Maurice de Battenberg à Ypres, Belgique.

Le prince sert lors de la Première Guerre mondiale comme lieutenant dans le Corps royal des fusiliers du Roi, et est tué en action à Zonnebeke, le 27 octobre 1914.
Sa mère, la princesse Béatrice du Royaume-Uni, décline l'offre de Lord Kitchener de rapatrier le corps de son fils. Il est enterré dans le cimetière de la Commission des sépultures de guerre du Commonwealth de la ville d'Ypres.
Une plaque commémorative pour lui et son frère Léopold se trouve dans la cathédrale de Winchester.